# Кегни и Лейси
«Ке́гни и Ле́йси» (англ. Cagney & Lacey) — американский телесериал в жанре полицейской процедурной драмы, выходивший в эфир на телеканале CBS в течение семи сезонов, с 8 октября 1981 по 16 мая 1988 года.
В центре сюжета две женщины-детектива, отличающиеся полярными характерами и стилями жизни: Кристин Кегни (Шерон Глэсс; в первых шести эпизодах роль исполнила Мег Фостер, а ещё раньше, в самом первом «пробном» телефильме Лоретта Свит) — незамужняя женщина, ориентированная на карьеру, а её партнер Мэри Бет Лейси (Тайн Дэйли) — работающая мать и жена.
Сериал примечателен тем, что две его ведущие актрисы поочередно в течение шести лет подряд выигрывали главную телевизионную премию «Эмми» за лучшую женскую роль в драматическом телесериале — Тайн Дэйли четырежды и Шерон Глэсс дважды. Это непревзойденный рекорд в истории награждений по данной номинации.
В общей сложности сериал выиграл 14 премий «Эмми», в том числе дважды в категории «Лучший драматический сериал», в 1985 и 1986 годах. Шерон Глэсс также выиграла «Золотой глобус» в 1986 году.
Несмотря на столь высокие награды и широкую популярность, у сериала были трудности на начальном этапе, и его дважды снимали с производства.
После завершения сериала было снято четыре дополнительных телефильма, с 1994 по 1996 год. Тайн Дэйли и Шерон Глэсс встречались на экране и в других проектах. Так, в 1990 году Дэйли была приглашенной звездой в сериале «Испытания Рози О’Нил», где главную роль играла Глэсс. В 2003 году Глэсс появилась в эпизоде сериала «Справедливая Эми», в котором снималась Дэйли, а в 2010 году Дэйли появилась в эпизоде сериала «Чёрная метка», где снимается Глэсс.
Сериал в настоящее время доступен для скачивания через «iTunes».